# Sotogrande (Cádiz)
Sotogrande es una urbanización perteneciente al municipio español de San Roque en la comarca del Campo de Gibraltar. Los múltiples equipamientos deportivos y la oferta hotelera de la zona han propiciado que se la considere una de las principales zonas residenciales de lujo de Andalucía, de España e incluso de Europa. Tiene una población censada de 2.584 habitantes, aunque se estima que su número total de residentes llega hasta los 12.500 en temporada de verano. Algunas de las familias más ricas e influyentes de España y Gibraltar tienen casas permanentes o de vacaciones en Sotogrande. Los regulares y los habitantes de Sotogrande son Peter Caruana, exministro principal de Gibraltar, Fabian Picardo, actual Ministro principal de Gibraltar, Ana Rosa Quintana, así como el príncipe Luis Alfonso de Borbón, pretendiente legitimista al trono de Francia o Jaime de Marichalar, exmarido de la infanta Elena.

## Historia de los dueños originales
Sotogrande fue fundada por Joseph Rafael McMicking e Ynchausti y Mercedes Zóbel de Ayala y Roxas, de origen filipino.
Joseph nació en Manila, de familia paterna británica. Su madre era descendiente de filipinos y españoles, los Ynchausti, que formaron parte del conglomerado Ynchausti. Yrisarry Bautista creó Ynchausti y Compañía, la única empresa filipina que podía competir con los grupos comerciales británicos y estadounidenses del siglo pasado[¿cuándo?]. Joe y sus hermanos formaban parte de la familia McMicking, que logró éxitos comerciales frente a anglosajones y alemanes en Oriente.
En plena guerra en el Pacífico, se vio obligado a abandonar las Filipinas por su seguridad, y pasó a formar parte del gobierno en el exilio de la Mancomunidad de Filipinas de Manuel Luis Quezon y Molina, que estaba en ruta de Australia a Estados Unidos. Joe se convirtió en oficial de inteligencia del general Douglas MacArthur durante la guerra contra los japoneses desde Brisbane, Australia. 
Joe estaba muy vinculado a California por haber estudiado en la Universidad de Stanford y fue allí, junto a su hermano, donde iniciaría a partir de 1948 un importante y exitoso imperio empresarial, que incluye importantes participaciones de capital en Ampex, compañía pionera en el desarrollo de las primeras cintas grabadoras de audio y vídeo.
Alfredo Melian Zóbel (Freddy), primo hermano de Mercedes McMicking y uno de los Directores Generales de Ayala en Manila, aprovechó un viaje a España en 1962, para localizar por encargo de la empresa Ayala en la cuenca del Mediterráneo, unos terrenos que tuvieran un kilómetro de litoral y fueran abundantes en recursos hídricos, con vistas a edificar allí una urbanización de lujo.
Tras contemplar diversas opciones acaban por decidirse por la Finca Paniagua en el municipio campogibraltareño de San Roque, sin que las autoridades españolas pusieran impedimentos en cuanto a la concesión de las licencias correspondientes.

## Historia de Plano
Los inicios de la urbanización de Sotogrande tuvieron lugar en 1964, cuando el empresario estadounidense Joseph McMicking decide construir un Club de Golf en los terrenos próximos a la desembocadura del río Guadiaro, entre las fincas "Paniagua" y "Los Cano", en las que aún se conservan sus correspondientes cortijos. El primer campo de golf construido en la zona, obra del arquitecto Robert Trent Jones, permitió que se construyeran a su alrededor las primeras viviendas destinadas a los usuarios de aquel campo. En los años sucesivos se construirían otras infraestructuras que harían más atractiva la urbanización. Así es como se construyeron el Club de Polo de La Playa o el Tennis Hotel Sotogrande, ambos en 1965.
La afluencia de ciudadanos procedentes de los más diversos países fue aumentando poco a poco la población, y con ella las necesidades de servicios. En 1987 se inaugura el puerto de Sotogrande, dependiente de la Autoridad Portuaria de la Bahía de Algeciras y especializado en embarcaciones de lujo, en la margen derecha del río Guadiaro, junto al Paraje natural del estuario del Río Guadiaro. La construcción de este puerto supuso la desaparición de parte del sistema de dunas de la playa de Torreguadiaro y la alteración de la dinámica del delta del río, lo que se consideró un atentado ecológico de primer orden.

## Deporte
Hoy día Sotogrande posee 5 importantes campos de golf, entre los que destaca el Campo de golf de Valderrama, sede de la Ryder Cup 1997 y punto de pasaje del circuito LIV_Golf, considerado uno de los mejores campos de Europa. Sotogrande también es sede de competiciones de polo y vela.
Sotogrande es uno de los lugares de práctica de polo más importantes del mundo tanto por la calidad de las instalaciones disponibles como por el nivel de las competiciones internacionales que desarrollan los diferentes clubes de polo de la zona. Entre dichas competiciones destaca el Torneo Internacional de Polo, organizado desde hace más de 50 años por Santa María Polo Club.

## Comunicaciones y transporte
Se accede a Sotogrande por la vía de servicio de la A-7, salidas 130 y 132. Para llegar a la playa y al puerto de Sotogrande, tomaremos la salida 133 de la AP-7, y después el acceso en sentido Torreguadiaro.
| Líneas de autobús con parada en Sotogrande | Líneas de autobús con parada en Sotogrande | Líneas de autobús con parada en Sotogrande |
| Línea                                      | Trayecto                                   | Empresa                                    |
| ------------------------------------------ | ------------------------------------------ | ------------------------------------------ |
| M-240                                      | Estepona-La Línea                          | Portillo                                   |
| M-271                                      | Tesorillo-La Línea                         | Comes                                      |
| 2                                          | San Roque Centro-Torreguadiaro             | Esteban                                    |
|                                            | Algeciras-Málaga                           | Portillo                                   |

## Galería de imágenes

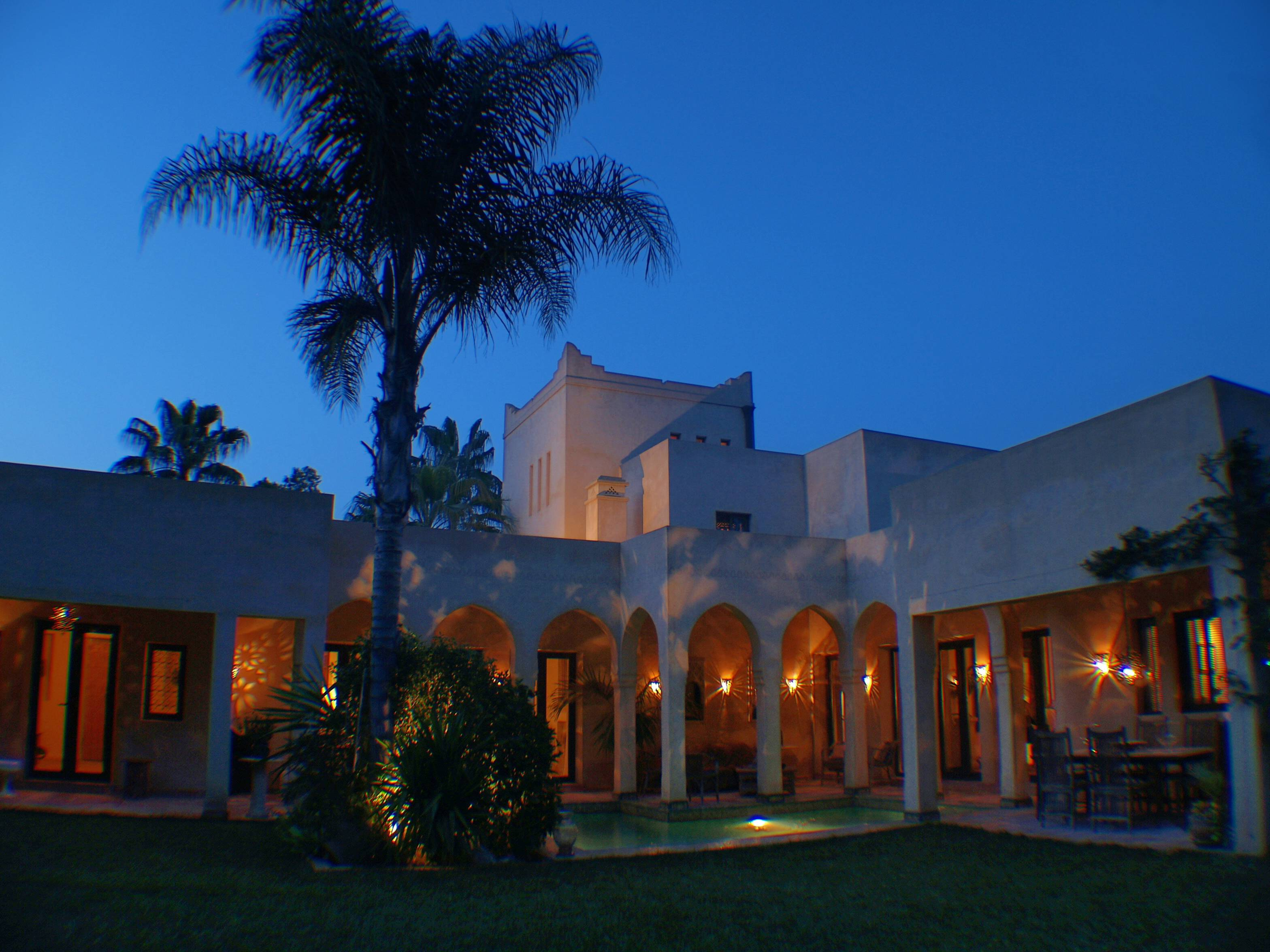
Villa morisca de Sotogrande.
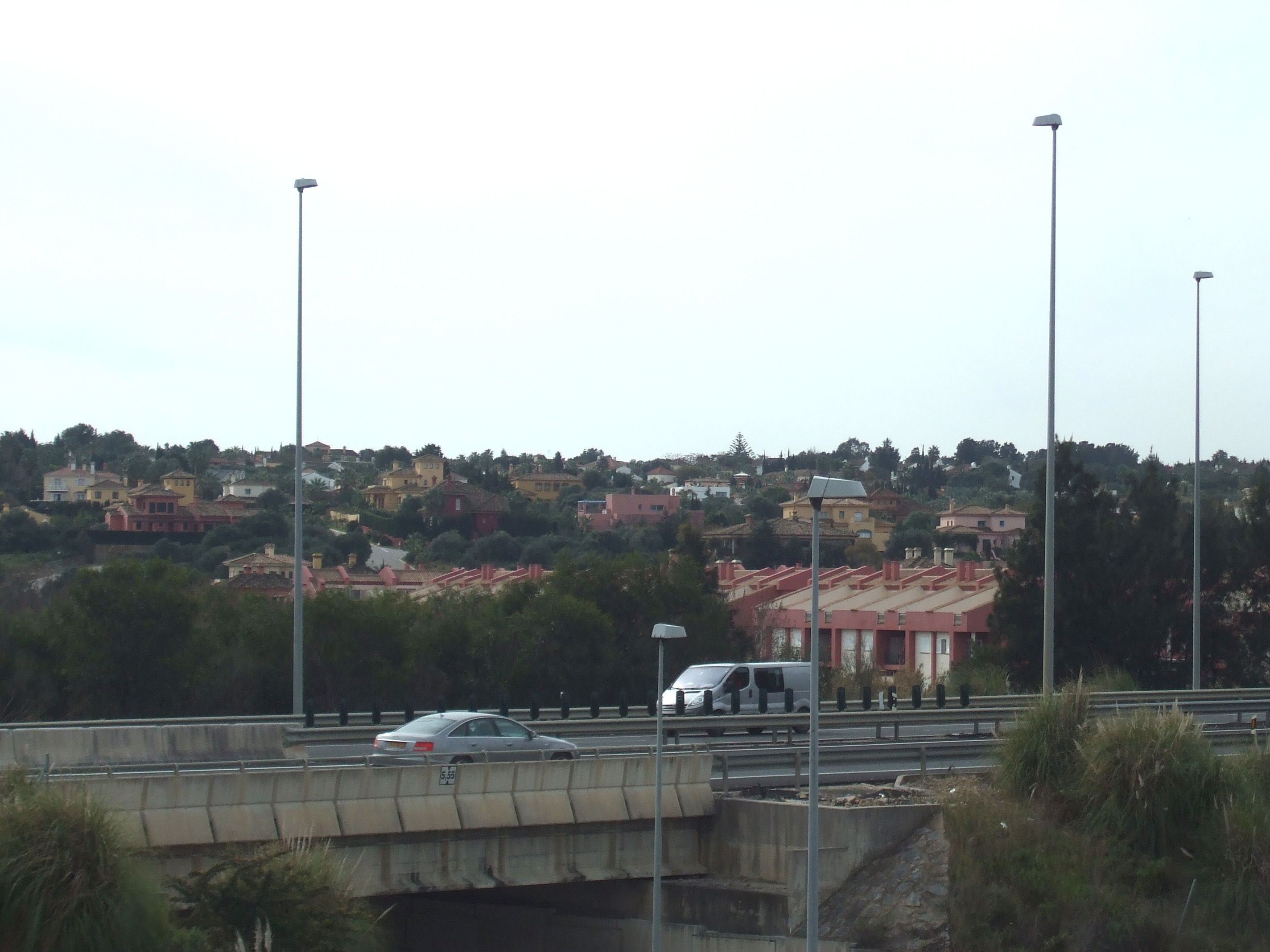
Viviendas en Sotogrande.
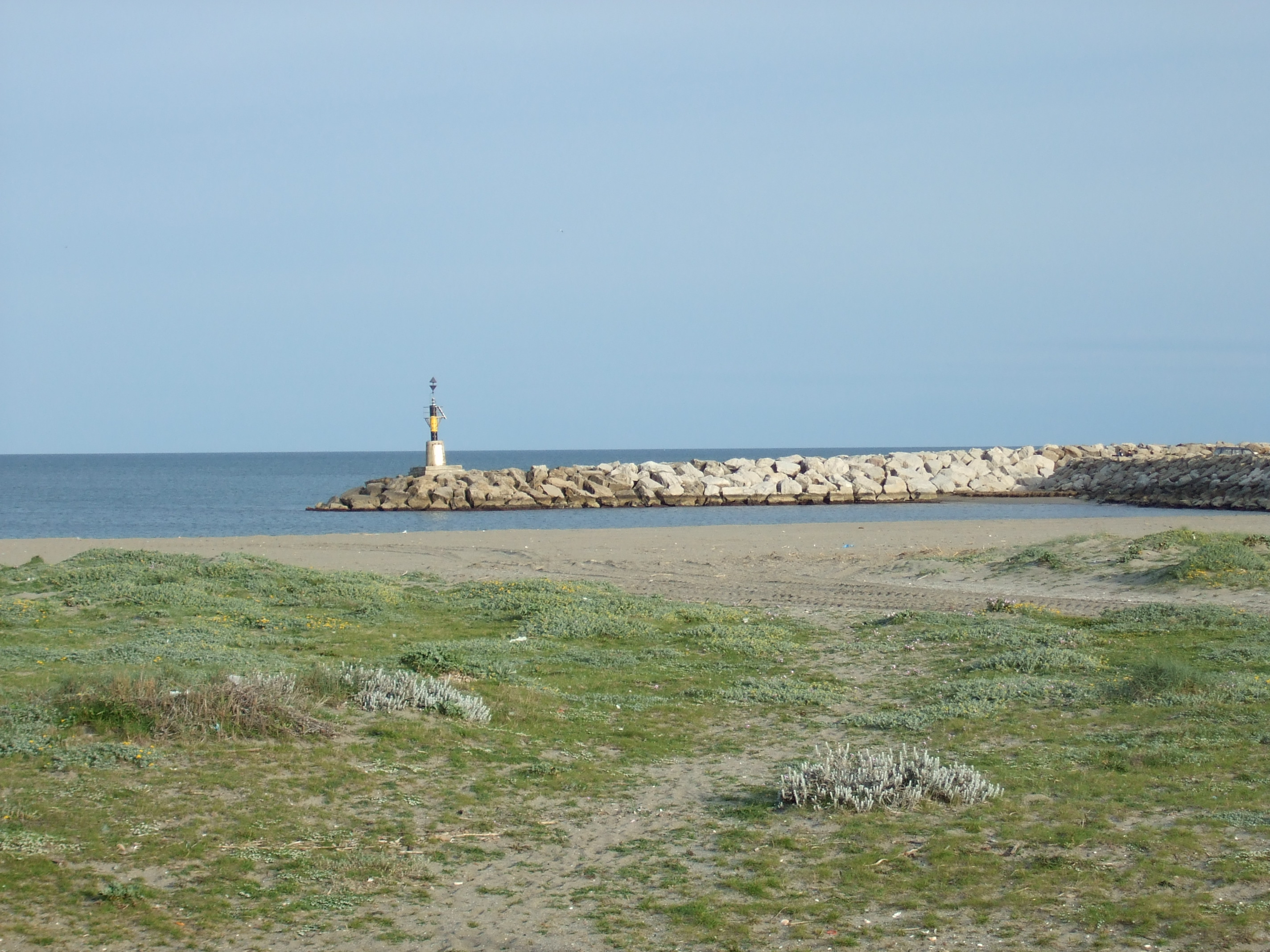
Playa y faro de Sotogrande.
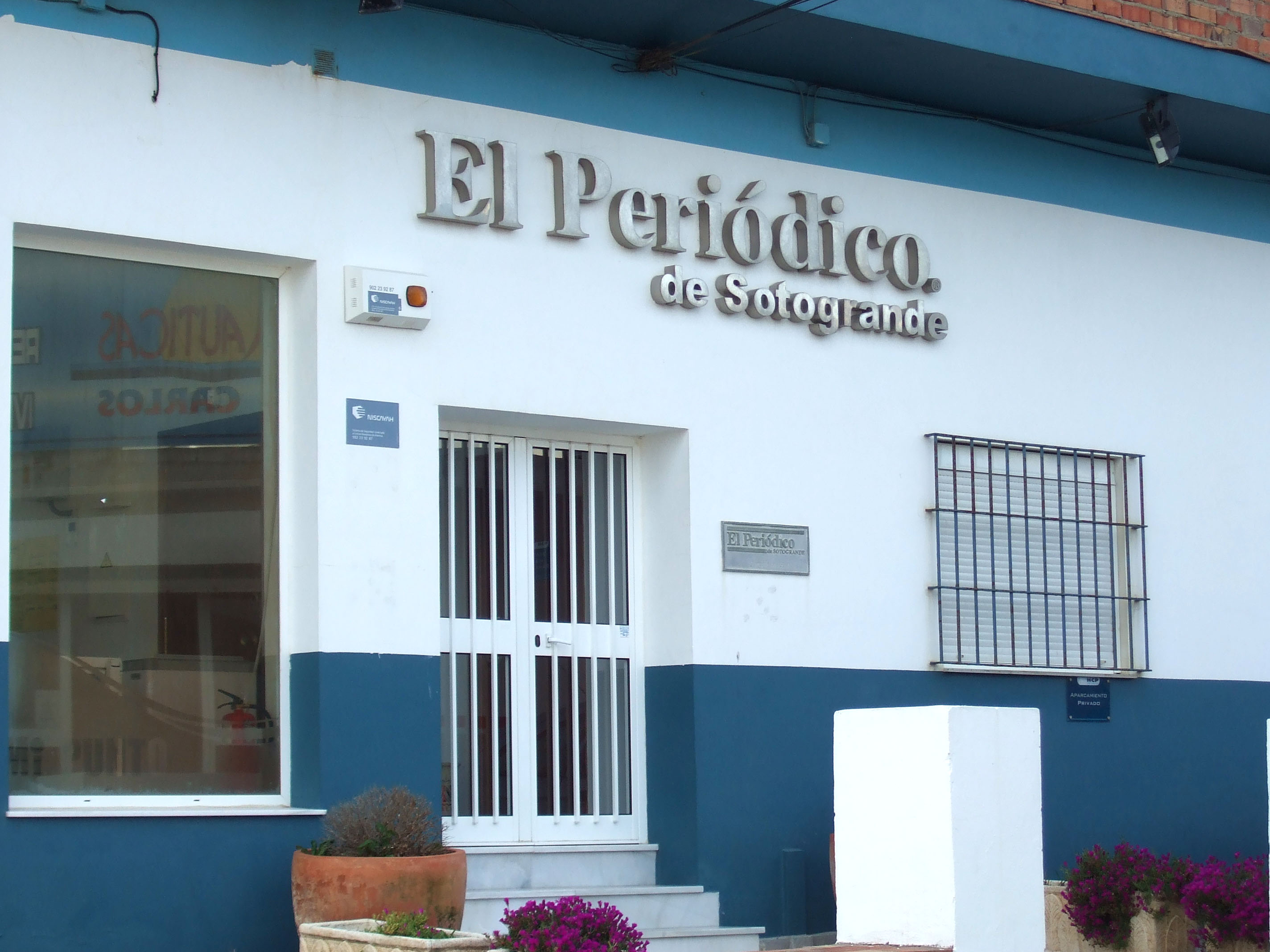
Oficinas de El Periódico de Sotogrande.